# Bombardowanie Gandży
Bombardowanie Gandży (azer. Gəncə bombalanmaları lub Gəncəyə raket hücumları) — bombardowanie azerbejdżańskiego miasta Gandża przez Siły Zbrojne Armenii i Armia Obrony Karabachu, dokonane czterokrotnie w październiku 2020 roku. Bombardowania miały miejsce podczas wojny w Karabachu w 2020 roku.
Pierwszy atak miał miejsce 4 października, zabijając jednego cywila i raniąc ponad 30; był to jeden z pierwszych poważnych ataków na ludność cywilną w konflikcie poza regionem Górskiego Karabachu. Drugiego ataku dokonano 8 października; nie zgłoszono żadnych ofiar. Trzeci atak rakietowy odbył się 11 października, zabijając 10 cywilów i raniąc ponad 40. Atak miał miejsce dzień po podpisaniu zawieszenia broni i doprowadził do naruszenia zawieszenia broni. Czwarty atak rakietowy na ludność cywilną miał miejsce 17 października. Według wstępnych doniesień w ataku zginęło 15 cywilów, a 55 zostało rannych. Oprócz ofiar śmiertelnych zniszczeniu uległa także infrastruktura, w tym bloki mieszkalne i inne budynki oraz pojazdy.
Azerbejdżan oskarżył Armenię o ataki, lecz Armenia zaprzeczyła jakiejkolwiek odpowiedzialności; Armia Obrony Karabachu przyznała się do odpowiedzialności za pierwszy atak. Organizacja Human Rights Watch poinformowała, że za wszystkie ataki odpowiedzialne były siły armeńskie. Rząd Azerbejdżanu opisał trzeci atak jako „akt ludobójstwa”.